# Luxora
Luxora – miasto w Stanach Zjednoczonych, w stanie Arkansas, w hrabstwie Mississippi.